# 霍勒斯 (堪薩斯州)
霍勒斯（英語：Horace）是一個位於美國堪薩斯州格里利縣的城市。

## 地方資料
根據2020年美國人口普查的數據，霍勒斯的面積為0.63平方千米，當中陸地面積為0.63平方千米，而水域面積為0.00平方千米。當地共有人口102人，而人口密度為每平方千米161.9人。